# Dorothy Baker
Dorothy Baker (Missoula, 21 aprile 1907 – Terra Bella, 17 giugno 1968) è stata una scrittrice statunitense.

## Biografia
Nata Dorothy Dodds nel 1907 a Missoula, Montana, da Raymond Branson Dodds e Alice (Grady) Dodds, è cresciuta in California e si è laureata all'Università della California, Los Angeles.
Dopo essersi sposata nel 1930 con il poeta Howard Baker, ha conseguito un Master of Arts in lingua francese e ha insegnato in una scuola privata.
Ha esordito nella narrativa nel 1938 con il romanzo La leggenda del trombettista bianco, storia romanzata del trombettista Bix Beiderbecke trasposta in pellicola cinematografica nel 1950.
Autrice di altri 4 romanzi tra i quali la commedia nera Cassandra al matrimonio nel 1962, è morta nel 1968 a Terra Bella.

## Opere
- La leggenda del trombettista bianco (Young Man with a Horn, 1938), Roma, Fazi, 2015 traduzione di Stefano Tummolini ISBN 978-88-7625-819-0.
- Trio
- Our Gifted Son (1948)
- Cassandra al matrimonio (Cassandra at the Wedding, 1962), Roma, Fazi, 2014 traduzione di Stefano Tummolini ISBN 978-88-7625-492-5.
- The ninth day (1967)

## Adattamenti cinematografici
- Chimere (Young Man with a Horn), regia di Michael Curtiz (1950)

## Televisione (parziale)
- Playhouse 90 serie televisiva episodio 1x15 The Ninth Day (1957) (co-sceneggiatrice)

## Premi e riconoscimenti
- Guggenheim Fellowship: 1942[8]